# Amblyopone
Amblyopone – rodzaj mrówek z podrodziny Amblyoponinae. Według najnowszej rewizji rodzaju należy tu osiem gatunków. Gatunkiem typowym jest A. australis.

## Gatunki
- Amblyopone aberrans Wheeler, 1927
- Amblyopone australis Erichson, 1842
- Amblyopone clarki Wheeler, 1927
- Amblyopone hackeri Wheeler, 1927
- Amblyopone leae Wheeler,1927
- Amblyopone longidens Forel, 1910
- Amblyopone mercovichi Brown, 1960
- Amblyopone michaelseni Forel, 1907